# Oostendse stadstram

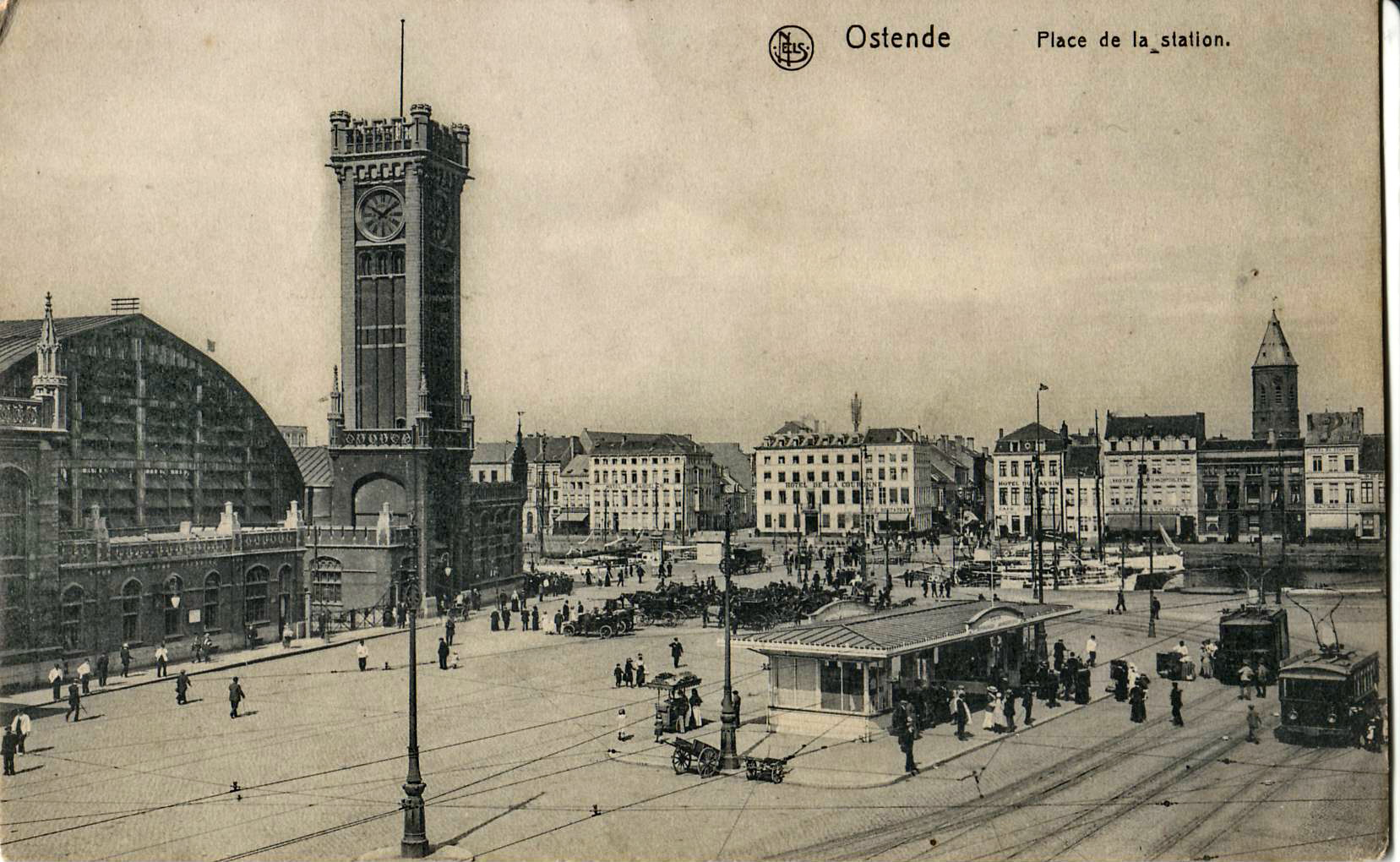
Trams op het stationsplein van het voormalige "station Stad".

De Oostendse stadstram was een klein netwerk met kleine trams van de NMVB, maar werd vooral uitgebaat door pachter SELVOP. Het bestond tussen 1885 en 1958. De huidige Kusttramlijn reed toen als lijn 1 en 2. Deze had wel dezelfde exploitant, maar zij hoorden als streeklijnen niet bij de stadslijnen.

## Historie
Reeds in 1874 was er een verzoek tot concessie van een tramlijn vanuit Oostende naar Blankenberge en Veurne, en een centrumlijn in Oostende. Die laatste betrof een goederenlijn langs de havens, en een personenlijn door het centrum. Enkele straten waar later toch volop trams zouden rijden, werden toen al te smal bevonden. Hoewel de goederenlijn  werd goedgekeurd, werd er niets gerealiseerd.
Pas na de oprichting van de Nationale Maatschappij van Buurtspoorwegen in 1884 kwam er schot in de zaak. Bij het plan voor de eerste stoomtramlijn in België, Oostende-Nieuwpoort, voegde de gemeente Oostende de stadslijn toe. Derhalve moest Oostende ook het meest betalen.
Op 5 juli 1885 was het grote moment daar dat de eerste NMVB-lijn en de stadslijn in gebruik genomen werden. De stadslijn reed als ringlijn door/over (huidige straatnamen) de Vindictivelaan, Visserskaai, Albert I promenade, Van Iseghemlaan, Rogierlaan en Alfons Pieterslaan. In eerste instantie reden er stoomtrams. Het eigen materieel was nog niet gereed en daarom werden er trams uit Brussel gebruikt.
Ook was er een spoor vanaf de kursaal naar de Nieuwpoortse Steenweg. Daarover werden in juli 1885 al speciale trams naar de renbaan ingelegd. De stadsomloop was in eerste instantie grotendeels enkelspoor en reed alleen in de zomer.
In 1886 werd begonnen met de bouw van de stelplaats Nieuwpoortse Steenweg; dit zou de grootste van de kust worden, en deze is in moderne vorm nog steeds in gebruik. Ook in 1886 ging de stoomtram naar Blankenberge rijden, en rond 1888 was uitbreiding gepland van de stadslijn via het aan te leggen Maria Hendrikapark, die daarna zou aansluiten op de lijn naar Blankenberge. Dit spoor volgde de Koninginnelaan. Het park werd wel bereikt, maar de aansluiting kwam er nooit. In de zomer van 1897 werden er passagiers over dit traject vervoerd. Er is geen bericht dat het daarna nog voor kwam. Het spoor bleef wel liggen voor zand transport. Op 9 augustus reed een gemeentelijk gezelschap uit Gent per accutram naar Middelkerke. Ook in ditzelfde jaar werd concessie gevraagd voor een accutramlijn naar de vuurtorenwijk. Deze zou pas later gerealiseerd worden, maar dan zonder accutram.
In 1900 werd het grootste deel van de stadslijn op dubbelspoor gebracht. Op de huidige Vindictivelaan en op de Visserskaai lagen toentertijd al twee treinsporen naast het water; zodoende lagen er vanaf dan vier sporen naast elkaar. De stadstram reed om de drie minuten.

## Den Elektrieken Tram
In 1897 ging de eerste elektrische tram rijden. Deze was van de compagnie North. De initiatiefnemer, "kolonel" North, was echter in 1896 overleden. Het traject liep van Oostende via Mariakerke-Bad en Raversijde naar Middelkerke-Bad. Een groot deel van dit traject berijd de moderne Kusttram heden ten dage nog steeds. Maar toentertijd was het dus concurrentie voor de NMVB. Ook de elektrische tram reed extra naar de Wellington renbaan, wat dus ook concurrentie was. De aandeelhouders van de NMVB-lijn en de NMVB zelf waren daar niet blij mee. En dus werd de elektrische lijn door de NMVB afgekocht en ingelijfd in 1905. Bovendien werd de lijn samen met anderen ondergebracht in één nieuwe maatschappij, de CFOBE. Ook in 1905 werd de route via Christina straat en Jozef II straat alweer verlaten.

### De accutrams
Toen er het plan was de stadslijn te electrificeren, was al bekend dat veel mensen en ook de koning geen bovenleiding wensten te zien. Om die reden werd besloten accutrams te gebruiken; sinds 1890 waren die al in Den Haag in gebruik. Op 21 juni 1897 verscheen de eerste accutram op straat, terwijl de elektrische lijn met bovenleiding van Compagnie North nog niet klaar was. Op 29 juni was de officiële inwijding.
Het totaalgewicht van de accu's was 3000 kilogram en dat leverde 220 volt op. De trams waren in staat een aanhangrijtuig te trekken. De actieradius bedroeg 65 kilometer, en de maximale snelheid was 50 kilometer per uur. In de stad werd 15-20 kilometer per uur aangehouden. Aan de Nieuwpoortse Steenweg kwam de elektrische centrale. Het waren de eerste accutrams in België. In 1898 kregen de trams accu's van de Belgische uitvinder Julien. Er werden proefritten naar Middelkerke mee gemaakt.

### Na 1901
In 1904 werd de Rogierlaan verlaten; er werd voortaan via Petit Paris gereden. Vanaf 1905 reed de stadslijn ook in de winter.
In 1907 reden de accutrams voor het laatst, hoewel het een succes was. Storingen en lawaai, zoals bij de Haagse accutrams, worden niet genoemd; maar ook niet waarom toch voor bovenleiding gekozen werd.
Vanaf 1908 reden er trams met bovenleiding. Alleen de allereerste lijn, naar Middelkerke Dorp-Nieuwpoort Stad-Koksijde Dorp-Veurne, en de in 1907 geopende lijn naar Leffinge en Diksmuide zouden stoomtrams houden. Het aanzicht van de trams veranderde niet veel; het waren namelijk de voormalige accutrams die waren omgebouwd.
In 1903 werd de lijn naar de vuurtorenwijk geopend. Dit is niet de huidige vuurtorenwijk: nu is het havengebied.
In eerste instantie reden er stoomtrams. Later zou dit lijn 3 worden. Aanvankelijk liep de lijn dood op de Route du Phare. Vanaf 1906 ging de route in lusvorm via Route du Phare, Rue du Fort en Avenue Victoria. 
In 1909 werd de keerlus in het centrum via Karel Jansenslaan en IJzerstraat in gebruik genomen voor de stadslijnen. Tot 2000 zou deze dienst doen, maar vanaf 1958 alleen nog voor lijn 1.
In de Eerste Wereldoorlog werd de stadlijn voor zover bekend niet uitgebaat; er waren toch geen toeristen. De lijn naar de vuurtorenwijk reed voor zover dat kon. De Duitse bezetter liet wel elektrische trams rijden tussen het centrum en Mariakerke. Ook legden zij in 1917 een lijn aan vanaf lijn 4, langs het kanaal, naar Zandvoorde. Deze lijn bleef na de oorlog als enige oorlogslijn behouden, althans deels, voor het vervoer van zand, stenen en cokes van & naar enkele bedrijven. Maar soms als er roeiwedstrijden waren reden er ook personentrams. De laatste keer dat dat gebeurde was in 1951. Deze zijlijn was niet elektrisch.

### Na den grooten oorlog
Vanaf 1919 kwamen de tramdiensten weer langzaam op gang, maar de stadslijn reed in 1920 nog steeds niet. In december werd een deel heropend, maar de rest volgde pas in mei 1921.
Het duurde tot 1922 voor er lijnnummers kwamen. De vuurtorenlijn kreeg nummer 3. In 1921 werd de lusroute Avenue Victoria-Rue du Fort, en daarna werd er voorbij het militair hospitaal via een krappe lus naast de weg en het hospitaal gekeerd en aangesloten op lijn 1. De terugweg verliep dan ook over lijn 1 (Knokke-Oostende). In 1923 veranderde dit alweer; voortaan werd gewoon zonder krappe lus aangesloten op lijn 1. De lijn naar Slijkens kreeg nummer 4. In 1923 werd de stadsomloop, inmiddels lijn 5 genoemd, verlenging tot de Elisabethlaan. In 1927 volgde verlenging naar de Frankrijkstraat (nu Rozenlaan). De geplande verlenging door de Stuiverstraat kwam er niet. In 1932 werd lijn 5 nog verlengd tot de Dorpsstraat in Mariakerke, via de enkelsporige stoomtramlijn. Vanaf toen was er lijn 5 tot Mariakerke Bad en lijn 6 tot de Dorpsstraat. In 1929 startte de bouw van de stelplaats Stene, die bedoeld was voor de stadstrams.

### 1930-1940
In 1930 werd het tramspoor naar het Maria Hendrikapark opgebroken. 
Treinstation Kaai werd steeds belangrijker, terwijl station stad steeds minder gebruikt werd.
In 1935 werd bijna al het treinverkeer naar station Kaai (het huidige treinstation) geleid, en daardoor verloor het "tramstation" (eigenlijk niets meer dan veel rails en twee abri's) bij treinstation stad haar centrale functie. Als vervanging kwam er een halte tegenover het Kaaistation, bij "Het Waterhuis". Dit etablissement bestaat nog steeds. De stadslijnen 3 en 4 werden daarom aangepast en reden ook daar langs. Vervolgens draaiden zij het Petrus en Paulusplein op om via de Jozef II-straat opnieuw de Hendrik Serruyslaan te bereiken. Zo reden er tòch weer trams door een straat die men voor 1900 al te smal vond voor trams. In 1936-37 werden de treinsporen langs de Visserskaai en Vindictivelaan opgebroken, nadat de vismijn verplaatst was naar de haven. De tramsporen werden toen opgeschoven. In 1931 gingen er rechtstreekse trams Mariakerke-Vuurtoren/Slijkens rijden.

### De tweede wereldoorlog
Hoewel de Duitse inval op 10 mei 1940 begon, was er in Oostende niet veel van te merken. 
Toen op 15 mei echter de eerste bommen vielen lag het tramverkeer tijdelijk stil. Daar de bombardementen later heviger werden, was herstel van korte duur. 
Na de capitulatie op 27 mei reden de trams echter al snel weer, maar met lage frequentie. 
In 1942 werd tramverkeer langs de Visserskaai verboden, en de stadsring onderbroken. Zodoende waren er twee deel-lijnen, en één daarvan kreeg nummer 7. Vanaf 1943 waren er vrouwelijke ontvangers/conducteurs. Er werden tientallen tijdelijke tram en smalspoorlijnen aangelegd tijdens beide oorlogen.

### Na de tweede wereldoorlog
Op 8 september 1944 was Oostende bevrijd, maar het duurde nog maanden voor de gehele stadsomloop hersteld was. Lijn 5 en 6 reden deels wel al vrij spoedig, en lijn 7 kwam ook terug. Op 15 april 1946 was de stadsomloop van lijn 5 en 6 hersteld. Ook in 1946 begon ook al de hetze om de trams af te schaffen. Deze tegenstanders deden het voorkomen alsof busexploitatie bijna gratis is. Er waren wel veel klachten over de tramdiensten. Zo waren er nergens schuilhuisjes op de stadslijnen. Ook werd verlenging tot Stene bepleit. Deze werd in 1948 gerealiseerd, via de aanwezige sporen naar de stelplaats Stene. Evenwel werden de (stads)trams overal steeds meer als ouderwets gezien, en hinderlijk voor het steeds toenemende autoverkeer. De trams op hun beurt hadden natuurlijk ook steeds meer hinder van steeds meer auto's, maar daar was men blind en doof voor. In 1950/51 waren de stadstrams in Brugge en Knokke reeds opgeheven. Ook de pers was zeer vijandig tegenover trams. Het aantal passagiers op die vervangde buslijnen was wel met de helft afgenomen, maar ook dat argument werd genegeerd. Als een slechte grap werd de stadsomloop (lijn 5, 6 & 7) vanaf 1 april 1955 verbust.
De stoomlijn naar Middelkerke, waar het allemaal mee begonnen was in 1885, werd ook opgeheven. De sporen verdwenen uit de Nieuwpoortse Steenweg, en om de stelplaats toch te kunnen bereiken werd het verbindingspoor door de Sportstraat aangepast en verder langs de muur van de renbaan geleid in de Eduard de Cuyperstraat (vernoemd naar NMVB-directeur); en dat wordt heden ten dage nog steeds gebruikt. Veel trajecten werden snel opgebroken, maar een deel bleef nog 25 jaar onbruikbaar aanwezig; pas in 1982 verdween het laatste deel. De verbussing was zogenaamd op proef, maar werd uiteraard niet teruggedraaid, ondanks dat er geen definitieve goedkeuring was: die kwam pas in 1958.
Lijn 3 naar de vuurtoren, geopend in 1934, werd opgeheven in 1956. Tot in 1963 reden er in de zomervakantie nog wel lange "konvooien" kindertrams door de haven naar vakantieoord Duin en Zee. Daar werden de stadskinderen bezig gehouden in de zomervakantie, zodat ze zich niet te buiten konden gaan aan kattekwaad op straat. Wanneer de lijn naar Slijkens werd geopend is onduidelijk, maar in 1922 werd dit lijn 4. Die werd op dezelfde dag als lijn 3 opgeheven. Lijn 8 naar de vismijn, geopend in 1936, die pas sinds 1947 dit nummer had, was pas in 1952 hersteld, maar werd toch ook opgeheven, zij het als laatste in 1958. Sindsdien is alleen "De Kusttramlijn" (toen lijn 1&2) nog over. Deze lijnnummers werden pas rond 1990 afgeschaft.  Lijn 3 en 8 werden vervangen door buslijn 3, die tot in de jaren '80 reed. Sindsdien rijdt er niets meer door de haven. Tramlijn 4, 5, 6 en 7 werden vervangen door buslijn 4, 5, 6 en 7, en die bestaan nog steeds. Rond 2000 werd de stadsomloop van bus 5 & 6 echter opgeheven en vervangen door centrum busje lijn 1. Dat nummer was beschikbaar daar de lijnnummers 1&2 van de Kusttram waren afgeschaft. Later werd er weer één nummer ingevoerd; lijn 0. De stelplaats Stene werd verkocht aan een brandweerwagen fabrikant, maar is allang verdwenen. In de Fortstraat is zelfs in 2023 nog aan de kassei-bestrating te zien waar de rails lag.
Lijn 3 & 4 konden indien nodig in de haven omrijden via de Stapelhuisstraat, Sloepenstraat en Vergunningenstraat. In 1973 was dit spoor nog aanwezig maar buiten gebruik. De bovenleiding liep toen nog tot aan de eerste bocht van de Sloepenstraat. Dit traject werd normaliter alleen voor goederen gebruikt.

### Rollend materieel
Het lijkt er op dat er nergens zoveel verschillende types trams hebben gereden als op de Oostendse stadslijnen. 
Het begon met de vier, later vijf, accutrams van het type Metallurqique.
In 1924 stuurde de NMVB vier trams type Seneffe naar Oostende. Tussen 1927 en 1929 zond de NMVB nog diverse types, schijnbaar willekeurig; SELVOP moest maar zien wat ze er mee deed. Dit waren bijvoorbeeld zeven trams type Observatoire, en zes van type Bogota. Ze waren niet zo geschikt voor de drukke stadslijnen en deden niet lang dienst. Daarnaast waren er nog de types Phare en Courses.
In 1930 kwamen er nog vier trams type Liège. Die waren er zo slecht aan toe dat SELVOP besloot ze te herbouwen en in 1932 kwamen zij in dienst. Na 1930 werden de OB-rijtuigen van lijn 1 overgeplaatst naar de stadslijnen.
De stadsomloop gebruikte normaliter geen aanhangrijtuigen, maar op marktdagen reed er soms een open rijtuig mee. De benamingen zijn vaak eenvoudig de plaatsnamen waar de fabrikant zat. In het geval van Bogota ging het echter om trams die wel voor die stad gebouwd werden, maar er nooit naar toe gingen. Phare betekent vuurtoren; dus voor de vuurtorenwijklijn. Course staat voor paardenkoers; dus rijtuigen die op extra diensten naar & van de nog bestaande Wellington renbaan in Oostende reden. Ze reden ook diensten naar de voormalige renbaan in Bredene want daar was een zijlijn. Destijds ging men massaal per tram van station en centrum naar de paardenrennen en na afloop terug. Het spoor in de Sportstraat werd gebruikt om alle extra trams te keren. Na afloop reden ze allemaal achteruit tot voor de renbaan, waar nu nog steeds een halte van de Kusttram is, waarna de massa weer instapte. Over extra trams vanuit / richting De Panne of verder dan station Oostende of Bredene wordt nergens gesproken. Er werden nog al eens trams gewisseld tussen de Oostendse Stadstram en de Knokse stadstram. Waarschijnlijk reden ze daar gewoon naar toe of werden aan een tram van lijn 1 gekoppeld. 
Museumtrams
Slechts van één type stadstram zijn er twee bewaard, maar zij behoren niet tot de museumtrams die er aan de kust zijn; ze staan in de trammusea in Schepdaal en Brussel.